# ديغبي فيرويذر
ديغبي فيرويذر (بالإنجليزية: Digby Fairweather)‏ هو عازف جاز بريطاني، ولد في 25 أبريل 1946 في روتشفورد ‏ في المملكة المتحدة.

## وصلات خارجية
- ديغبي فيرويذر على موقع ميوزك برينز (الإنجليزية)
- ديغبي فيرويذر على موقع أول ميوزيك (الإنجليزية)
- ديغبي فيرويذر على موقع ديسكوغز (الإنجليزية)